# Мухаммад Мурад Бахш
Султан Мухаммад Мурад Бахш Бахадур (9 октября 1624 — 14 декабря 1661) — младший сын могольского падишаха Шах Джахана и его любимой жены Мумтаз-Махал, субадар Мултана (1642—1646), Балха (1646—1647), Кашмира (1647—1648), Декана (1648—1649), Кабула (1650—1654), Гуджарата и Малавы (1654—1657).

## Биография
В 1642 году шахзаде Мурад Бахш был назначен своим отцом, могольским падишахом Шах Джаханом, наместником (субадаром) в Мултане, где находился четыре года. В 1646 году получил должность субадара Балха, где пробыл один год. В следующем 1647 году был переведен субадаром в Кашмир. В 1648 году был назначен субадаром Декана. В 1650 году Мурад Башх был переведен субадаром в Кабул, где пробыл четыре года. В 1654—1657 годах занимал должность субадара Гуджарата и Малавы.
Осенью 1657 года падишах Шах Джахан серьезно заболел. Между его четырьмя сыновьями (Дара Шукохом, Шах Шуджой, Аурангзебом и Мурадом Бахшем) началась междоусобная борьба за падишахский престол. Сам Шах Джахан объявил своим наследником старшего шахзаде Дару Шукоха, который стал фактическим правителем Могольской империи. Его младшие братья стали собирать свои войска для похода на Агру и Дели.
Первым объявил себя падишахом бенгальский наместник Шах Шуджа, который стал чеканить собственную монету и приказал читать хутбу на своё имя. Шах Шуджа собрал армию и выступил из Бенгалии в поход на столицу. Наместник Гуджарата и Малавы Мурад Бахш также провозгласил себя падишахом, приняв тронное имя Абуль-Музаффар Мурраввидж ад-дин Мухаммад Мурад Бахш Шах Мухаммад Сикандар Падшах-и-Гази. Мурад Бахш приказал убить министра финансов, назначенного к нему Шах Джаханом для проверки дел, и захватил важнейший могольский город-порт Сурат. Декканский субадар Аурангзеб, самый хитрый и острожный из всех братьев, не объявил себя падишахом, но стал собирать войска для похода на столицу. Аурангзеб и Мурад Бахш заключили между собой письменное соглашение, по условиям которого младший брат получал Афганистан, Кашмир, Пенджаб и Синд, а Аурангзеб — всю остальную часть империи со столицей и титулом падишаха.
Падшахзаде (наследный принц) Дара Шукох отправил первую армию против Шах Шуджи, который в феврале 1658 года был разгромлен в битве при Бахадурпуре. Вторая армия под командованием раджпута Джасванта Сингха из Марвара весной выступила на юг против Аурангзеба и Мурада Бахша. Дара Шукох стремился предотвратить соединение сил Аурангзеба и Мурада Бахша, но не успел этому помешать. 15 апреля 1658 года в битве под Джарматом объединенная армия Аурангзеба и Мурада Бахша разгромила армию их старшего брата. В мае 1658 года Дара Шукох с новым войском торжественно выступил из Агры в поход против Аурангзеба и Мурада Бахша. 29 мая в битве при Самугаре силы Аурангзеба и Мурада Бахша наголову разгромили Дару Шукоха, который потерял убитыми десять тысяч человек. Во время битве шахзаде Мурад Бахш оказался в полном окружении и был ранен несколькими стрелами. Падшахзаде Дара Шукох бежал в Агру, а оттуда в Дели. 1 июня 1658 года братья Аурангзеб и Мурад Бахш во главе армии вступили в Агру. Аурангзеб приказал заключить под домашний арест падишаха Шах Джахана. 13 июня Аурангзеб со своей армией выступил в поход на Дели. За его армией следовал Мурад Бахш со своим войском. Отношения между двумя братьями-союзниками резко осложнились.
25 июня 1658 года в Матхуре Аурангзеб пригласил Мурада на пир к себе в лагерь, где приказал его арестовать. Мурад Бахш был отправлен в заключение в крепость Салимгарх на острове посреди р. Джамны, под Дели. В январе 1659 года его перевели из Салимгарха в Гвалиорский форт. 14 декабря 1661 года по приказу Аурангзеба шахзаде Мурад Бахш был казнен в темнице.